# Miriam Tey
Miriam Tey (16 de diciembre de 1960) es una editora, escritora y activista política española. Fue vicepresidenta de Sociedad Civil Catalana, hasta que fue relevada por Álex Ramos el año 2019 y es una firme opositora del nacionalismo catalán y el movimiento separatista.

## Biografía
Miriam Tey nació en Barcelona, España el 16 de diciembre de 1960. Tiene un hijo adulto, Jacobo López Lamadrid y Tey, IV marqués de Lamadrid, fruto de su matrimonio con Claudio López Lamadrid. Es cuñada del diplomático Jorge Moragas.

## Carrera
Tey empezó a trabajar en la editorial Tusquets Editores cuando tenía 19 años. Después fue directora literaria en la editorial Columna Edicions. Tras trabajar allí fundó Ediciones del Bronce, una editorial de libros extranjeros traducidos al español.
De 2003 a 2004, Tey trabajó como directora del Instituto de la Mujer de España, una institución pública para asegurar la igualdad de derechos de las mujeres. En 2003, El Cobre Ediciones publicó una novela de Hernan Migoya titulada Todas Putas. El libro resultó escandaloso, y Tey fue muy criticada por el conflicto aparente entre ser su editora y directora del Instituto de la Mujer. Tey defendió Todas Putas como obra de ficción, pero finalmente retiró el libro.

## Activismo
En 2015 fue miembro fundador del Centro Libre Arte y Cultura (CLAC), un centro cultural fundado para promover la cultura y el arte catalanes y la libertad de expresión en España.
Miriam Tey fue vicepresidenta de Sociedad Civil Catalana desde 2017. En Sociedad Civil Catalana y con Josep Ramon Bosch, Tey convenció a Manuel Valls para que participara en las elecciones municipales de España de 2019 como candidato del partido Ciudadanos. Tey es una oponente destacada al separatismo catalán, aduciendo que no refleja el pensar de la mayoría de la población.